# Le Vieux Vagabond
 (juillet 2010).
Si vous disposez d'ouvrages ou d'articles de référence ou si vous connaissez des sites web de qualité traitant du thème abordé ici, merci de compléter l'article en donnant les références utiles à sa vérifiabilité et en les liant à la section « Notes et références ».
Le Vieux vagabond est une émission de télévision québécoise diffusée du 20 juin 1962 au 12 juin 1963 à Télé-Métropole.

## Fiche technique
- Distribution : Paul-Émile Corbeil
- Scénario et réalisation : Pierre A. Morin
- Société de production : Télé-Métropole